# Tatjana Smolnikar
Tatjana Smolnikar, slovenska smučarska tekačica, * 2. december 1963, Ljubljana.
Tatjana Smolnikar je za Jugoslavijo nastopila na Zimskih olimpijskih igrah 1984 v Sarajevu, kjer je osvojila 10. mesto v štafeti 4 X 5 km, 44. mesto na 10 km in 45. mesto na 5 km.